# San Carlos (Venezuela)
San Carlos é uma cidade e a capital do estado de Cojedes, na Venezuela. Foi fundada em 1678 e conta com uma população de cerca de 60.000 habitantes.